# Josef Kamper
Josef „Pepi” Kamper (ur. 3 kwietnia 1925 w Prellenkirchen, zm. 2 lutego 1984 w Donnerskirchen) – austriacki żużlowiec, występujący również na długim torze.

## Życiorys
Sześciokrotny medalista indywidualnych mistrzostw Austrii: pięciokrotnie złoty (1953, 1955, 1957, 1958, 1959) oraz srebrny (1952).
Wielokrotny reprezentant Austrii w eliminacjach indywidualnych mistrzostw świata (1952, 1953, 1954, 1955, 1956, 1957, 1959; najlepsze wyniki: Oslo 1955 – VII miejsce w finale europejskim, Växjö 1957 – IX miejsce w finale europejskim, Falköping 1952 – IX miejsce w finale kontynentalnym).
W 1958 r. zdobył w Mühldorf am Inn brązowy medal indywidualnych mistrzostw Europy na długim torze.
Zginął w wypadku motocyklowym w 1984 roku. Od tego roku w austriackim mieście Natschbach-Loipersbach corocznie rozgrywany jest memoriał poświęcony jego pamięci.